# Supercopa de Japón 1996
La Supercopa de Japón 1996, también conocida como Supercopa Xerox 1996 (en inglés: Xerox Super Cup 1996) por motivos de patrocinio, fue la 3.ª edición de este torneo.
Fue disputada entre Yokohama Marinos, como campeón de la J. League 1995, y Nagoya Grampus Eight, como ganador de la Copa del Emperador 1995. El partido se jugó el 9 de marzo de 1996 en el Estadio Nacional de la ciudad de Tokio.

## Participantes
| Bandera de Prefectura de Kanagawa | Yokohama Marinos     | Campeón de la J. League (1995)          |
| Bandera de Prefectura de Aichi    | Nagoya Grampus Eight | Campeón de la Copa del Emperador (1995) |

## Partido
| 9 de marzo de 1996, 14:03 (UTC+9) | Yokohama Marinos | 0:2 (0:2) | Nagoya Grampus Eight     | Estadio Nacional, Tokio                                   |                                                           |
|                                   |                  | Reporte   | Okayama 29' · Fukuda 39' | Asistencia: 39.570 espectadores Árbitro(s): Yoshimi Ogawa | Asistencia: 39.570 espectadores Árbitro(s): Yoshimi Ogawa |

### Detalles
| 1          | Guardameta     | Masahiko Nakagawa |     |
| 5          | Defensa        | Norio Omura       |     |
| 4          | Defensa        | Masami Ihara      |     |
| 3          | Defensa        | Takehito Suzuki   |     |
| 2          | Centrocampista | Masaharu Suzuki   |     |
| 11         | Centrocampista | Fumitake Miura    | 45' |
| 6          | Centrocampista | Gustavo Zapata    |     |
| 7          | Centrocampista | Néstor Gorosito   | 56' |
| 8          | Centrocampista | Satoru Noda       |     |
| 10         | Delantero      | Takahiro Yamada   |     |
| 9          | Delantero      | Alberto Acosta    |     |
| Entrenador | Entrenador     | Hiroshi Hayano    |     |

| 1          | Guardameta     | Yūji Itō         |     |
| 2          | Defensa        | Seiichi Ogawa    |     |
| 4          | Defensa        | Kazuhisa Iijima  |     |
| 3          | Defensa        | Gō Ōiwa          |     |
| 5          | Defensa        | Alexandre Torres |     |
| 9          | Centrocampista | Takashi Hirano   |     |
| 8          | Centrocampista | Tetsuya Asano    |     |
| 7          | Centrocampista | Franck Durix     |     |
| 6          | Centrocampista | Tetsuya Okayama  | 76' |
| 10         | Delantero      | Dragan Stojković | 83' |
| 11         | Delantero      | Kenji Fukuda     | 64' |
| Entrenador | Entrenador     | Arsène Wenger    |     |

| 15 | Defensa        | Kensaku Ōmori  | 45' |
| 13 | Centrocampista | Yoshiharu Ueno | 56' |

| 14 | Centrocampista | Tetsuo Nakanishi     | 64' |
| 15 | Delantero      | Yasuyuki Moriyama    | 76' |
| 12 | Centrocampista | Shigeyoshi Mochizuki | 83' |

| Anotado | 29' | Tetsuya Okayama | 0-1 |
| Anotado | 39' | Kenji Fukuda    | 0-2 |

| Amonestado | 12' | Norio Omura     |
| Amonestado | 35' | Néstor Gorosito |
| Amonestado | 78' | Masami Ihara    |
| Amonestado | 89' | Alberto Acosta  |

| Amonestado | 21' | Kazuhisa Iijima |

| Árbitro             | Yoshimi Ogawa   |
| Árbitros asistentes | Noboru Ishiyama |
| Árbitros asistentes | Yū Nakamura     |
| Cuarto árbitro      | Tōru Kamikawa   |

| 1          | Guardameta     | Masahiko Nakagawa |     |
| 5          | Defensa        | Norio Omura       |     |
| 4          | Defensa        | Masami Ihara      |     |
| 3          | Defensa        | Takehito Suzuki   |     |
| 2          | Centrocampista | Masaharu Suzuki   |     |
| 11         | Centrocampista | Fumitake Miura    | 45' |
| 6          | Centrocampista | Gustavo Zapata    |     |
| 7          | Centrocampista | Néstor Gorosito   | 56' |
| 8          | Centrocampista | Satoru Noda       |     |
| 10         | Delantero      | Takahiro Yamada   |     |
| 9          | Delantero      | Alberto Acosta    |     |
| Entrenador | Entrenador     | Hiroshi Hayano    |     |

| 1          | Guardameta     | Yūji Itō         |     |
| 2          | Defensa        | Seiichi Ogawa    |     |
| 4          | Defensa        | Kazuhisa Iijima  |     |
| 3          | Defensa        | Gō Ōiwa          |     |
| 5          | Defensa        | Alexandre Torres |     |
| 9          | Centrocampista | Takashi Hirano   |     |
| 8          | Centrocampista | Tetsuya Asano    |     |
| 7          | Centrocampista | Franck Durix     |     |
| 6          | Centrocampista | Tetsuya Okayama  | 76' |
| 10         | Delantero      | Dragan Stojković | 83' |
| 11         | Delantero      | Kenji Fukuda     | 64' |
| Entrenador | Entrenador     | Arsène Wenger    |     |

| 15 | Defensa        | Kensaku Ōmori  | 45' |
| 13 | Centrocampista | Yoshiharu Ueno | 56' |

| 14 | Centrocampista | Tetsuo Nakanishi     | 64' |
| 15 | Delantero      | Yasuyuki Moriyama    | 76' |
| 12 | Centrocampista | Shigeyoshi Mochizuki | 83' |

| Anotado | 29' | Tetsuya Okayama | 0-1 |
| Anotado | 39' | Kenji Fukuda    | 0-2 |

| Amonestado | 12' | Norio Omura     |
| Amonestado | 35' | Néstor Gorosito |
| Amonestado | 78' | Masami Ihara    |
| Amonestado | 89' | Alberto Acosta  |

| Amonestado | 21' | Kazuhisa Iijima |

| Árbitro             | Yoshimi Ogawa   |
| Árbitros asistentes | Noboru Ishiyama |
| Árbitros asistentes | Yū Nakamura     |
| Cuarto árbitro      | Tōru Kamikawa   |

|                                          |
| Bandera de Prefectura de Aichi           |
| Campeón Nagoya Grampus Eight 1.er título |